# 美国海军第8舰载机大队
美国海军第8舰载機大队（英語： Carrier Air Wing Eight）是美国海军舰载機作戰大隊（Wing），此級單位與空軍大隊（Group）同級。該部隊番號簡稱CVW-8。队部基地在弗吉尼亚州欧西安那海军航空站，目前派遣在航空母舰福特号核动力航空母舰(CVN-79)号上。

## 主要任务
主要任务为进行空中作战行动，并协助规划、控制、协调和统一九个舰载机中队进行空中战斗，包括拦截和击落的敌人的飞机和导弹，在所有气候条件下建立和维持空中优势。进行全天候空对地攻击、检测、定位和攻击的敌人的船只和潜艇以建立和维持海上控制。与海军联合行动进行航空侦察和电子情报收集。建立空中预警和海岸警告网。进行空中电子对抗。空中加油作业和持久大范围空中搜索和救援行动。

## 下属单位
本大隊由8个中队组成
| 代码    | 徽章 | 中队                          | 绰号                        | 分配飞机          |
| ------- | ---- | ----------------------------- | --------------------------- | ----------------- |
| VFA-31  |      | 第31海军舰载战斗机中队        | 雄猫（Tomcatters）          | F/A-18E超级大黄蜂 |
| VFA-37  |      | 第37海军舰载战斗机中队        | 狂牛（Ragin Bulls）         | F/A-18E超级大黄蜂 |
| VFA-87  |      | 第87海军舰载战斗机中队        | 黄金勇士（Golden Warriors） | F/A-18E超级大黄蜂 |
| VFA-213 |      | 第213海军舰载战斗机中队       | 黑狮子（Black Lions）       | F/A-18F超级大黄蜂 |
| VAW-124 |      | 第124舰载预警中队             | 熊王牌（Bear Aces）         | E-2D鹰眼          |
| VAQ-142 |      | 第142电子战斗中队             | 灰狼（Gray Wolves）         | EA-18G咆哮者      |
| VRC-40  |      | 第40舰队后勤支援中队第2分遣队 | 生皮（Rawhides）            | C-2A灰狗          |
| HSC-9   |      | 第9直升机作战中队             | 三叉戟（Tridents）          | MH-60S海鹰        |
| HSM-70  |      | 第70直升机打击中队            | 斯巴达人（Spartans）        | MH-60R海鹰        |

## 历史

### 1950年代
8大隊是建立于1951年9月服役至今的舰载机大队，当时称为第8舰载航空聯隊（CVG-8，这是第二个舰载带着CVG-8称号的聯隊；第一个CVG-8存在于1943年6月到1945年11月） 大部分中队为储备中队。在1951-52年，8大隊进行了首次部署到地中海上的塔拉瓦号。直到1957年，該隊航空母舰珊瑚海号, 尚普兰号和无畏号上完成3次部署，在1957年末部署到试航的美国海军航空母舰突击者号。接下来的一年中，則部署到福雷斯特号上。

### 1960年代

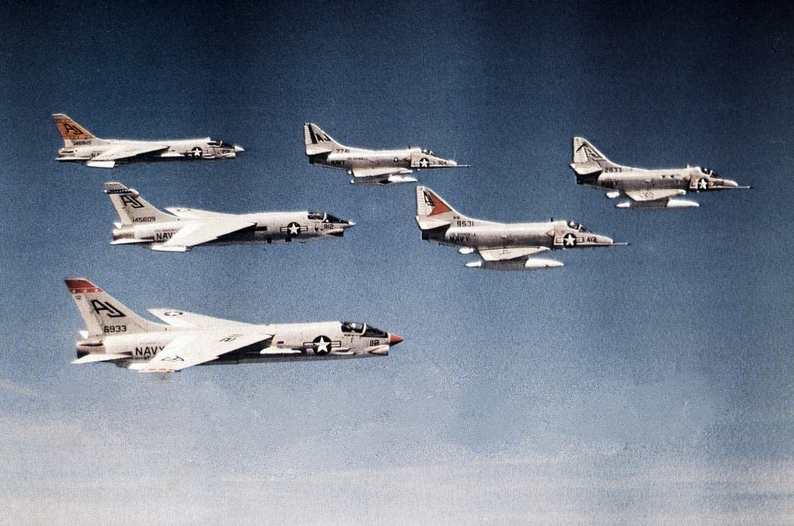
CVW-8的飞机在飞行中，部署在 香格里拉号上面，1968年

直到1966年中，第8舰载航空聯隊部署到福雷斯特号 ，这是它的第5次地中海部署。1963年12月20日，8聯隊改编为第8舰载机大
队(CVW-8)。1966年战斗机中队重新部署到吨位更小的埃塞克斯级航空母舰香格里拉号上，中队以F-4B幽灵II战斗机取代之前装备的F-8D十字军战士战斗机。8大隊在香格里拉号上完成三次地中海部署。

### 1970年代

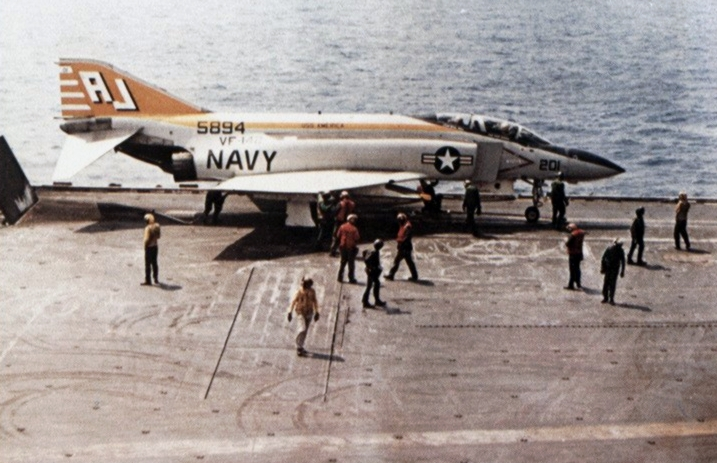
1974年，一架隶属VF-142 F-4J幽灵II战斗机在美国号航空母舰上

从1970年3月5日到1970年12月17日，8大隊第一次前往越南战斗部署。这是在香格里拉号1971年退役前的最后一次部署。在1971年联队重新部署到美国号航空母舰上。所有其中队替换最新型的F-4幽灵II, A-7攻击机和A-6攻击机。在1971年美国号部署到地中海，再次，在部署之前，向越南从5月1972年至24日1973年。1975年之前联队部署到地中海的美国号上，在1975年重新部署到尼米兹号之前。

#### 伊朗

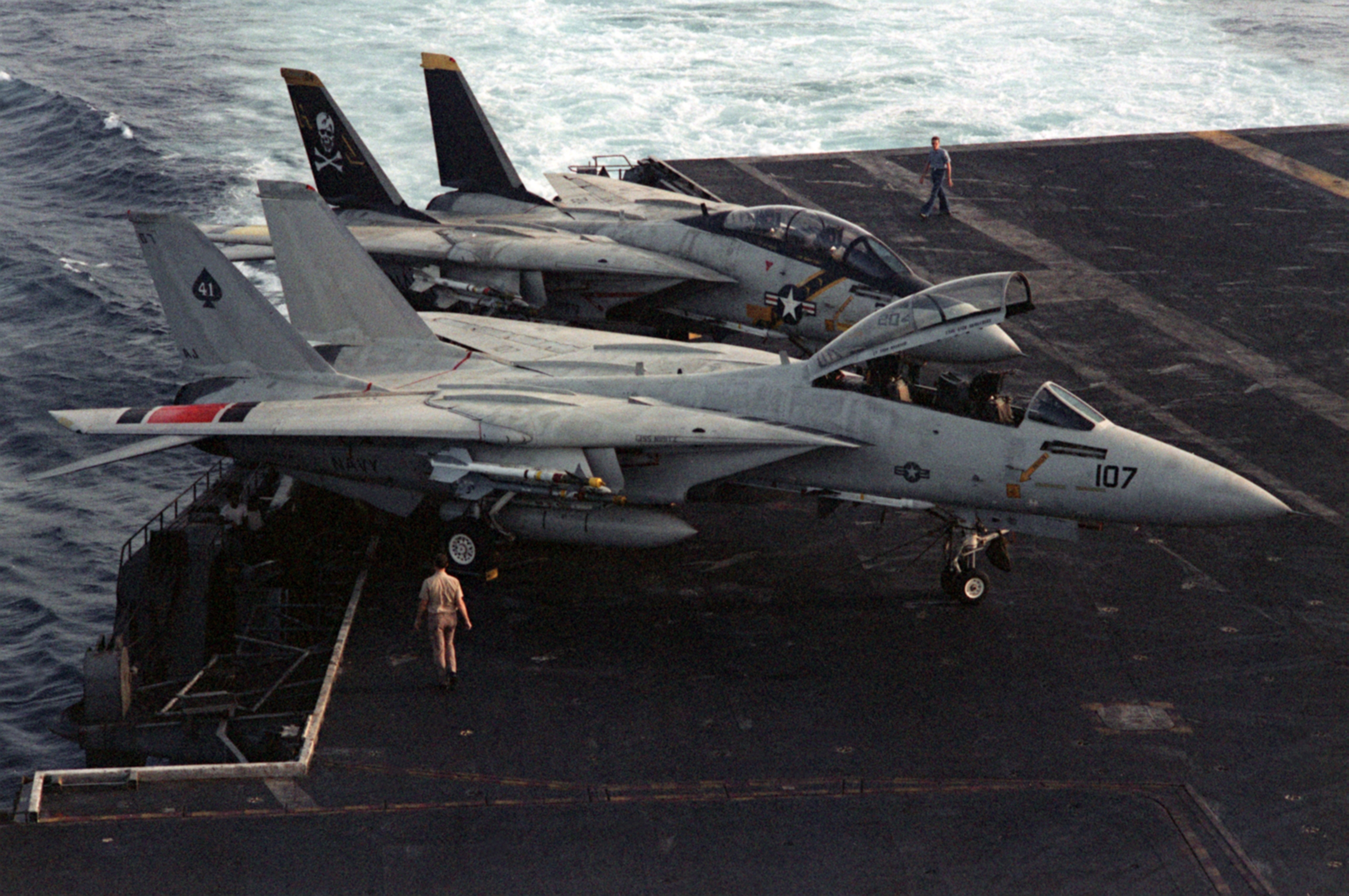
在1980年鹰爪行动期间的VF-41和VF-84的F-14战斗机

1976年6月到1980年5月间，8大隊登上了尼米兹号进行了三次地中海部署。同时出现在80年代电影最后的倒计时里。在他们第三次地中海部署期间，8大隊支援伊朗人质危机事件和苏联入侵阿富汗相關行動。尼米兹号与8大隊在1980年一月离开那不勒斯经好望角到达印度洋。8大隊参与鹰爪行动营救人质的行动， 1980年5月返回美国，8大隊再次部署在尼米兹号上参与了1980年8月到11月的北约“团队精神80"军事演习。

### 1980年代
1981年，8大隊再次部署在加勒比海上的尼米兹号，随后是另一个第六舰队的地中海部署。正是在这次部署期间，8大隊中的 第41战斗攻击机中队的两架F-14在锡德拉湾事件击落两架利比亚的苏-22

#### 黎巴嫩
返回诺福克后，8大隊於1982年3月部署到海军最新的航空母舰卡尔文森号并进行她的处女航。1982年末，8大隊回到尼米兹号进行航空母舰的更新培训，紧接着在1982年11月到1983年5月进行了加勒比海部署和一次延长的地中海部署，其中包括空中支援多国部队在贝鲁特的军事行动。
1986年3月，8大隊再次登上尼米兹号进行地中海部署， 在此次部署，尼米兹号和8大隊驻扎在贝鲁特海岸外连续69天为以响应环球航空847事件。迅速响应的应急打击行动强迫伊朗支持的恐怖分子释放他们的人质。
在1986年12月，8大隊最后一次部署到尼米兹号前往地中海。在结束这部署后尼米兹航母战斗群航行经南美洲从诺福克改变其母港至埃弗雷特。在1987年6月，8大隊的飞机最后一次从加利福尼亚州圣迭戈海岸上的尼米兹号弹射，返回到他们各自的基地。
1988年8月，8大隊部署到罗斯福号上参加团队合作88，在西德威廉港进行进十年来最大的多国军事演习。在1988年12月，8大隊在罗斯福号上进行地中海部署并参与10次北约演习。8大隊也因在此期间部署零事故飞行超过22,000个飞行小时和起降超过10,000架次而出名。

### 海湾战争
在1990年8月科威特被伊拉克装甲部队入侵，8大隊为可能的战斗行动迅速准备。在四个月内，高强度的训练令罗斯福号和CVW-8得以在12月28日加入其他五个航母战斗群，进行沙漠风暴行动。
参加沙漠风暴行动后，8大隊于1991年6月28日返回基地。在1992年冬季，1992年8大隊为假想敵部队在罗斯福路海军航空站提供支援航母战斗群的训练。1992年7月，8大隊是第一个接收海军陆战队F/A-18C中队共同作战的大队。1992年12月，罗斯福号和8大隊成为在海军航空隊历史上第一个特殊的海军／海军陆战队联合編組航空队。
在1993年3月，8大隊部署到罗斯福号上参加在科索沃禁飞行动，以支援北约在波斯尼亚-黑塞哥维那的行动。在1993年6月，舰队通过苏伊士运河和红海以支援在伊拉克的南方守望行动。1993年7月，該隊返回到亚得里亚海继续执行北约任务，直到1993年9月返回诺福克。

### 科索沃战争
1995年3月，8大隊再次部署到罗斯福号上，在地中海、红海北部，波斯湾和 亚得里亚海巡航。該隊通过与约旦皇家空军开展联合行动应对伊拉克的威胁，并执行在波斯尼亚-黑塞哥维那的禁飞行动。1995年8月，8大隊在波斯尼亚-黑塞哥维那开始空袭行动，包括海军有史以来第一次使用GBU-24 2,000-磅（910-）激光制导炸弹和第一次使用F-14投掷空对地武器。1995年9月22日1995年11月1日期间罗斯福号和8大隊返回母港，重新分配到约翰·F·肯尼迪号航母战斗群。
1996年2月，8大隊部署到约翰·斯坦尼斯号进行联合舰队演习。在此次北大西洋部署，該隊随着约翰·F·肯尼迪号访问爱尔兰都柏林和英格兰朴次茅斯。
1997年4月，8大隊开始在约翰·肯尼迪号上的地中海/波斯湾部署。此次部署还包括参加过轰炸波斯尼亚-黑塞哥维那和南方守望行动。
1999年1月，8大隊部署在罗斯福号上，并连续55天参加北约轰炸南斯拉夫，4 300飞行架次，10000个飞行小时和投下800吨弹药。联队开发出新的战术利用F-14和F/A-18合作打击目标。該隊也視同时在两个战区作战的联队，在巴尔干地区的战事结束后他们前往波斯湾支援南方守望行动。他们在伊拉克执行超过2600个任务。

### 全球反恐战争
2001年，8大隊部署到企业号上进行六个半月的部署，参加持久自由行动空中打击任务。此次部署有分遣队在突尼斯，科西嘉，以及以色列，以及访问地中海的多个港口。在第二次部署后半期，联队在支援南方守望行动对伊拉克军事目标投下超过29,000磅的弹药。2001年9月，企业号和8大隊在第五舰队行动区内执行对阿富汗打击行动，在16天内起飞680架次，在"持久自由行动"的最初阶段投下770,000磅的精确制导弹药。
2002年2月19日，8大隊重分配到罗斯福号航母战斗群。8大隊的VF-14 和 VF-41已經开始換裝F/A-18超级大黄蜂并转到11大隊，VF-213（原配屬11大隊）加入到8大隊。在2002年10月，CVW-8整合攻击战斗机中队（VFA-201）和海军预备役F/A-18A+中队，并在2003年1月登上罗斯福号开始在加勒比地区的训练行动。2003年1月罗斯福号和8大隊部署到地中海和加勒比地区的进行训练，并参加支援伊拉克自由行动的作战飞行超过1000架次，5000小时，投下超过1,000,000磅的精确制导炸弹。2003年5月，罗斯福号和8大隊部署结束返回，獲选为美国海军作战部长舰队应对计划的试验平台。
2005年，8大隊成为最后一个部署的F-14雄猫舰载机大队，它的VF-31和VF-213进行波斯湾部署。2006年2月，第8大队长威廉·西斯摩尔，執飛降落最后一架执行伊拉克自由行动作战任务的F-14D超级熊猫。8大隊飞行16,000架次，记录飞行小时38,980小时与投下61,000磅的弹药和97.3%的任务完成率。
2008年7月21日到31日，8大隊和罗斯福号参加多国舰队在北卡罗莱纳州海岸的08-4联合训练行动。英国皇家海军皇家方舟号，两栖攻击舰硫磺岛号，巴西海军护卫舰格林哈尔希和法国潜艇 Améthyste 也参与该训练。
2008年9月8日，8大隊部署到罗斯福号进行定期部署。10月4日，罗斯福航母战斗群来到开普敦，进行自1967年以来美国航母舰队的首次访问，三天后的舰队离开普敦。 CVW-8在罗斯福号上参与持久自由行动并飞行3,100多架次，投下超过有59,500磅的弹药的为国际安全援助部队在阿富汗提供近距离空中支援。
2009年8月29日，西奥多·罗斯福号进入诺斯诺普·格鲁曼造船纽波特纽斯造船厂，进行核燃料更换和设施升级直到2013年2月。此期間8大隊部署到乔治·沃克·布什号。
2011年5月11日8大隊部署到乔治·沃克·布什号上并开始她的处女航、计划在第5和第6舰队地区开展行动。2011年8月1日，杰夫·戴维斯大隊長完成1,000次航母駕機着舰任務 2011年7月18日丹尼尔·W·德威尔副大隊長完成他1 000次航母着舰。
2012-2013年，8大隊随着第三航母打击大队部署，电子作战中队VAQ-131重新分配到8大隊麾下並部署到乔治·沃克·布什号上。此次調動本应于2014年1月开始，但任务要求的变化加速此次分配。最后，该中队将其下属EA-6B徘徊者更换为EA-18咆哮者。
2017年1月23日，8大隊开始计划其下一个在美国海军第5和第6舰队的任务区域乔治·沃克·布什号上的部署。
2017年6月18日，一架F/A-18E在Tabqa地区击落一架叙利亚空军Su-22。这架飞机是从部署在地中海的美国海军航空母舰乔治·沃克·布什号上起飞的。

## 当前机队

### 固定翼飞机
- F/A-18E/F超級大黃蜂式打擊戰鬥機
- EA-18G咆哮者電子作戰機
- E-2C鹰眼空中預警機
- C-2A灰狗式運輸機

### 旋转翼飞机
- MH-60S夜鹰
- MH-60R海鹰

## 第一个8聯隊（CVG-8）
第一个8聯隊于1943年6月在诺福克海军航空站成立，最初部署到勇敢号航空母舰上。在第二次世界大战期间，該聯隊在太平洋地区的邦克山号航空母舰上因为其英勇的战斗行动赢得五枚战斗星和总统特别嘉奖。8聯隊在第二次世界大战后的1945年11月23日解散。美国海军认为这个航空聯隊作为一个单独的作战单位，因此它不被视为8大隊的隊史。

## 備註
1. ↑  在1963年前美國海軍是將各機種中隊混編的艦載機編制以Carrier Air Groups命名，簡稱CVG，後來改用Carrier Air Wing，中文譯名多譯成「聯隊」。